# Bembidion umiatense
Bembidion umiatense är en skalbaggsart som beskrevs av Carl Hildebrand Lindroth. Bembidion umiatense ingår i släktet Bembidion och familjen jordlöpare. Inga underarter finns listade i Catalogue of Life.